# Cindy Brown
Cynthia Louise  Brown (nacida el 16 de mayo de 1965 en Portland, Oregon) es una exjugadora de baloncesto estadounidense. Consiguió 2 medallas con  Estados Unidos en mundiales y Juegos Olímpicos. 